# コモロ連合議会
コモロ連合議会（コモロれんごうぎかい、アラビア語: جمعية اتحاد جزر القمر, フランス語: Assemblée de l'Union des Comores）は、コモロ連合の立法府である。

## 概要
定数33、任期5年。

## 歴史
2004年に開設。